# Deropeltis abbreviata
Deropeltis abbreviata är en kackerlacksart som beskrevs av Lucien Chopard 1938. Deropeltis abbreviata ingår i släktet Deropeltis och familjen storkackerlackor.
Artens utbredningsområde är Kenya. Inga underarter finns listade i Catalogue of Life.